# Charles Eryl Wynn-Williams
Charles Eryl Wynn-Williams (5 de março de 1903 — 1979) foi um físico britânico.